# Joseph-Louis Coudé
Joseph-Louis Coudé est un prélat catholique français né le 4 octobre 1750 à Auray et mort le 8 janvier 1785 à Takua Thung (en).

## Biographie
Joseph-Louis Coudé est le fils de Jean Joseph Félix Coudé, sieur du Foresto, un négociant d'Auray, marguillier de la paroisse de Saint-Gildas d'Auray, et de Julie Thérèse Le Houx, frère de l'amiral Louis-Marie Coudé.